# Jinete de Artemisión

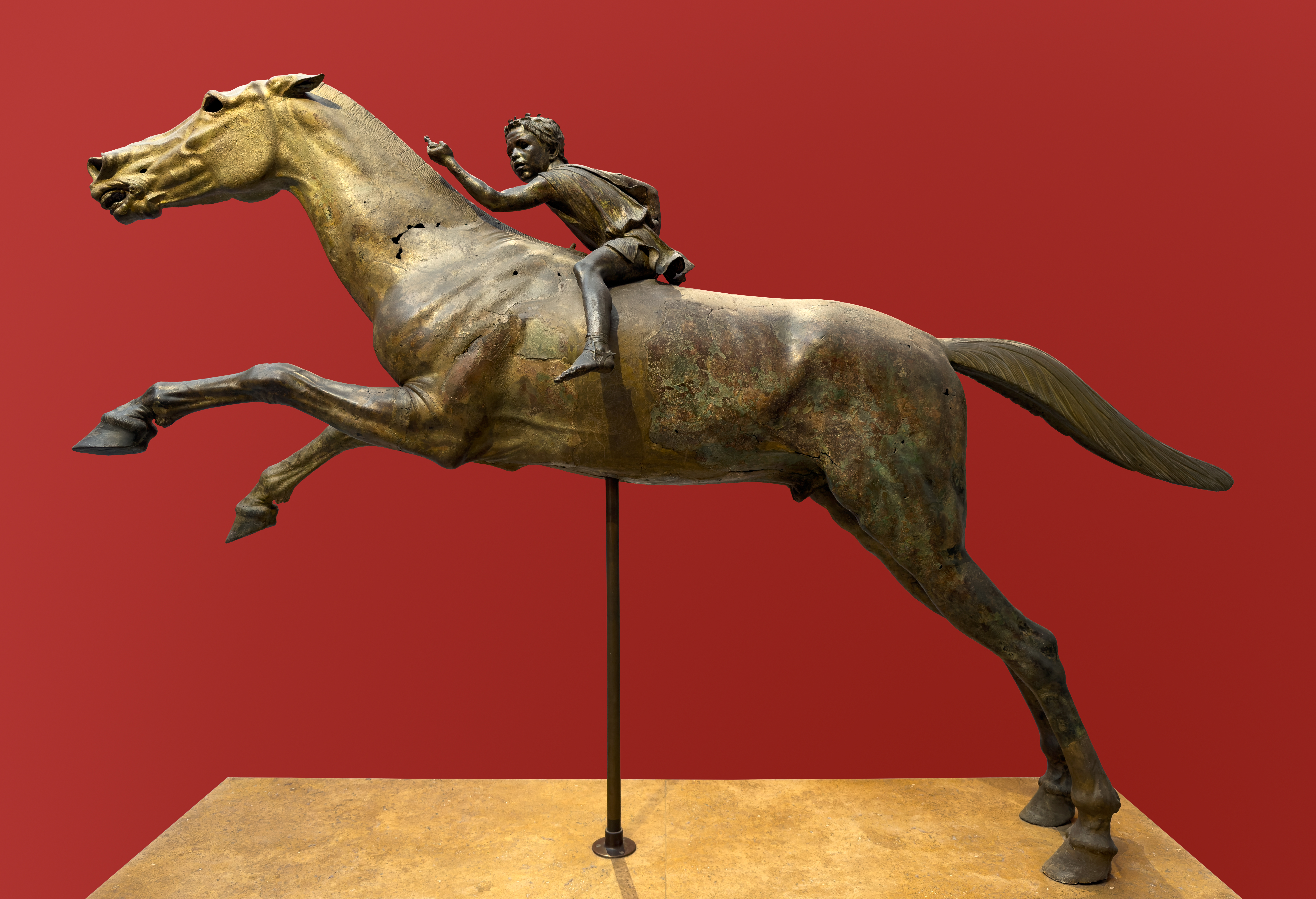
El Jinete de Artemisión.

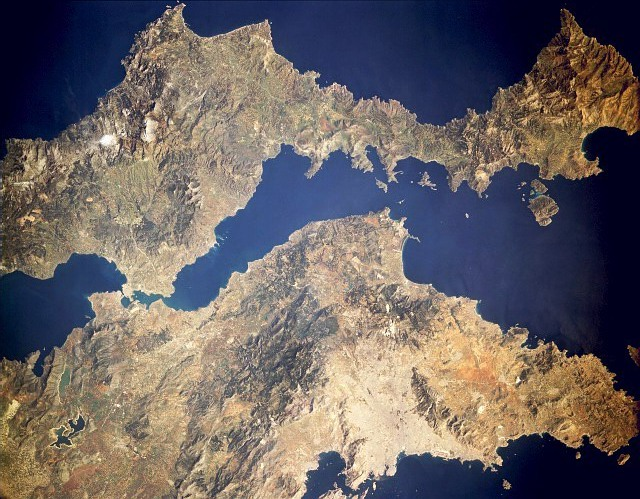
Imagen satelital que muestra a Eubea central y sudoriental (en la parte superior), y al Ática y Beocia en la parte baja. Orientación: norte-este.

El jinete de Artemisión es una escultura ecuestre que data del año 140 a. C. y que fue elaborada en la Antigua Grecia. 

## Hallazgo e historia
La escultura fue hallada en 1928 y 1937 en varios fragmentos en el fondo del mar, frente a las costas del Cabo Artemisión, situado al norte de la isla o región de la Antigua Grecia llamada Eubea.

## Características
- Estilo: Griego.
- Material: Bronce.
- Altura: 2,10 metros.

## Conservación
La pieza se expone de forma permanente en el Museo Arqueológico Nacional de Atenas, (Grecia).